# You Make the Rain Fall
You Make the Rain Fall – drugi singel amerykańskiego piosenkarza Kevina Rudolfa z jego drugiego albumu studyjnego zatytułowanego To the Sky. Gościnnie głosu do piosenki użyczył raper Flo Rida. Utwór został napisany przez Flo Ridę i Kevina Rudolfa, który razem z Dr. Luk'iem i Kool Kojakiem zajął się też produkcją. Reżyserią teledysku zajął się Alex Moors.

## Pozycje na listach
| Lista (2010)              | Najwyższa pozycja |
| ------------------------- | ----------------- |
| Kanada (Canadian Hot 100) | 59                |